# Сакегава
Сакегава (яп. 鮭川村 Сакэгава-мура) — село в Японии, находящееся в уезде Могами префектуры Ямагата. Площадь села составляет 122,32 км², население — 4388 человек (1 августа 2014), плотность населения — 35,87 чел./км².

## Географическое положение
Село расположено на острове Хонсю в префектуре Ямагата региона Тохоку. С ним граничат города Синдзё, Саката, посёлки Мамурогава, Канеяма и село Тодзава.

## Население
Население села составляет 4388 человек (1 августа 2014), а плотность — 35,87 чел./км². Изменение численности населения с 1980 по 2005 годы:
| 1980 | 6645 чел. |  |
| 1985 | 6616 чел. |  |
| 1990 | 6396 чел. |  |
| 1995 | 6092 чел. |  |
| 2000 | 5829 чел. |  |
| 2005 | 5447 чел. |  |

## Символика
Цветком села считается Lilium concolor var. mutsuanum.